# Головачанська
Головача́нська — пасажирський залізничний зупинний пункт Полтавської дирекції Південної залізниці.
Розташований на півдні села Головач, Полтавський район, Полтавської області на лінії Полтава-Південна — Кременчук між станціями Полтава-Південна (15 км) та Мала Перещепинська (9 км).
На зупинному пункті зупиняються приміські електропоїзди.